# Apollonios z Tralles
Apollonios z Tralles – rzeźbiarz grecki, aktywny na przełomie II/I wieku p.n.e., adoptowany syn Menekratesa z Rodos.
Przedstawiciel rodyjskiej szkoły rzeźbiarskiej. Wraz z bratem Tauriskosem z Tralles był autorem grupy rzeźbiarskiej Byka Farnezyjskiego, znanego z rzymskiej kopii z III wieku n.e.